# Un lapin pour le yéti
Pour plus de détails, voir Fiche technique et Distribution.
Un lapin pour le yéti ou L'Abominable Lapin des Neiges (The Abominable Snow Rabbit) est un court métrage de dessin animé de la série américaine Looney Tunes, réalisé par Chuck Jones et Maurice Noble et sorti le 20 mai 1961, qui met en scène Bugs Bunny, Daffy Duck et Hugo l'Abominable homme des neiges.

## Synopsis
Bugs Bunny et Daffy Duck arrivent, en creusant un long tunnel sous la neige, dans les montagnes de l'Himalaya au lieu de leur destination prévue : Palm Springs, en Californie. Daffy, dans ses vêtements roses d'été, sort d'abord du tunnel en sautant de joie. Mais il déchante quand il s'aplatit le bec contre la surface congelée du lac dans lequel il voulait plonger. Bugs s'est effectivement trompé avec la carte. Daffy veut rentrer alors à Perth Amboy dans le New Jersey : il parcourt le tunnel en sens inverse. Malheureusement pour lui, il ne voit pas le panneau qui informe de la présence du yéti, l'abominable homme des neiges. Il se heurte au pied gigantesque du monstre. Avec ses vêtements roses sens dessus dessous, le yéti géant (nommé Hugo) le prend pour un mignon lapin rose, le surnomme « George », puis lui tape sur la tête et le broie dans ses bras en voulant lui faire un câlin. Daffy convainc Hugo qu'il n'est pas un lapin et lui dit où en trouver un vrai : son ami Bugs. Ils rejoignent le lapin en train de se remémorer sur la carte son tunnel passant par Albuquerque. Le yéti s'empare de Bugs et commence à lui faire subir le même traitement pendant que Daffy se retire de la scène sur la pointe des palmes. Bugs est couvé comme un œuf par Hugo le yéti. Il arrive à s'échapper en creusant un tunnel. Puis il pousse le canard jusque devant Hugo. S'engage entre Bugs et Daffy une controverse sur les caractéristiques d'un lapin. Hugo dit : « les longues oreilles ». Le lapin noue les siennes autour de sa tête et place deux doigts derrière la tête de Daffy pour faire des oreilles. Le yéti se laisse prendre au subterfuge et choisit le canard. Il est détrompé quand il s'aperçoit que Daffy a des plumes. Il rejoint le lapin qui s'est enfui par le tunnel. Le canard les suit peu après. 
Plus tard, on revoit sous un soleil brûlant Bugs et Hugo attablés, prenant des boissons fraîches. Hugo sue abondamment, gémit de ne pas avoir son petit lapin, tandis que Bugs cache son physique de lapin sous ses vêtements et ses lunettes noires. Arrive Daffy par le tunnel. Bugs lui recouvre la tête d'un bonnet à oreilles de lapin. Hugo s'empare de Daffy, le presse à nouveau avec joie dans ses bras. Mais Bugs remarque alors une flaque d'eau à la place de Hugo dans le fauteuil : l'abominable homme des neiges était donc un bonhomme de neige et a fondu ! Daffy émerge de la flaque et conclut : « C'est abominable ».

## Fiche technique
Source : IMDb
- Titre : Un lapin pour le yéti
- Titre original : The Abominable Snow Rabbit
- Réalisation : Chuck Jones et Maurice Noble
- Scénario : Tedd Pierce
- Montage : Treg Brown
- Musique : Milt Franklyn
- Production : David H. DePatie
- Société de production : Warner Bros. Cartoons
- Société de distribution : Warner Bros. Pictures
- Pays de production : États-Unis
- Format : couleur (Technicolor) - 35 mm - son mono - rapport de forme 1,37 : 1 - procédé cinéma : sphérique
- Genre : court-métrage (dessin animé) de comédie
- Langue : anglais
- Durée : 7 minutes
- Date de sortie :
  - États-Unis : 20 mai 1961

### Animation
Animateurs :
- Bob Bransford
- Ken Harris
- Tom Ray (en)
- Richard Thompson (en)

Assistants animateurs (non crédités) :
- Jerry Eisenberg (en)
- Ruben Apodaca
- Virgil Raddatz
- Ben Shenkman

Décors :
- Philip DeGuard
- Fernando Arce (non crédité)

Mise en place : 
- Maurice Noble

## Distribution

### Voix originales
Source : IMDb
- Mel Blanc : Bugs Bunny, Daffy Duck, Hugo le yéti

### Voix françaises
- Gérard Surugue : Bugs Bunny
- Patrick Guillemin : Daffy Duck
- Bernard Métraux : Annonceur